# Murat (fiume)
Il fiume Murat (in lingua turca: Murat Nehri) è la sorgente maggiore dell'Eufrate. Nell'antichità venne anche chiamato Arsanias (in armeno: Արածանի). Il fiume nasce nei pressi del Monte Ararat a nord del lago di Van, nella Turchia orientale, e scorre verso ovest per 722 km attraverso le montagne, venendo poi a formare insieme al Karasu Çayi il corso superiore dell'Eufrate vicino Malatya. Nei suoi pressi sorgeva l'antica città di Artaxata, secondo lo storico greco Plutarco.
La più grande diga della Turchia, la diga di Keban, venne ultimata nel 1974, progettata per fornire energia idroelettrica.